# (38086) Beowulf
(38086) Beowulf ist ein Asteroid vom Apollo-Typ und gehört somit zu den erdnahen Asteroiden. Er wurde am 5. Mai 1999 am Lowell-Observatorium von der LONEOS entdeckt.
Der Name ist dem Heldenepos Beowulf gewidmet und wurde von S. Sieber vorgeschlagen.